# Malvazinka
Malvazinka (Prunus insititia 'Malvazinka') je ovocný strom, kultivar druhu slivoň z čeledi růžovitých. Plodnost je střední. Plody jsou velké a chutné, jsou určeny na zpracování a konzumaci. Odrůda vhodná pro malopěstitele.

## Původ
Starší odrůda známá už z první poloviny 19. století. Pravděpodobně pochází z Anglie. 

## Vlastnosti
Odrůda patří mezi náročnější. Vyžaduje chráněné stanoviště, propustné živné půdy. Proti mrazu je odolná. Dříve bývala dovážena do ČR, dobře snáší přepravu. Zraje v polovině srpna, měsíc před Domácí švestkou. 

### Růst a habitus
Růst zpočátku silný, později slabý. Koruny jsou v mládí spíše vzpříměné, později větve převisají a koruny jsou rozložité a řídké. Dobře snáší slabé zmlazení. 

### Plodnost
Plodnost nastupuje brzy nebo středně, plodnost je střední, .

## Květy
V době květu se listy teprve začínají vyvíjet. Květ v době pozdních jarních mrazíků není příliš choulostivý. Odrůda je cizosprašná. Dobře ji opylují Zelená renklóda, Kirkeho, Carská, Mirabelka Nancyská. Je dobrý opylovač.

## Plod
Plody jsou téměř kulovité, značně velké, průměrná váha 55g, délka 43 mm, šířka 46 mm. Slupka je dosti tuhá, nakyslá, růžová až tmavočervená, posetá pihami. Ve stínu bývá slupka zbarvena žlutavě zeleně. Dužnina je tuhá, nažloutlá, velmi šťavnatá, sladce navinulá. Pecka se odlučuje od dužniny někdy dobře jindy špatně.

## Choroby a škůdci
Bývá poškozena šarkou.  Podle jiného zdroje je tolerantní k šarce.